# Articulació temporomandibular
L'articulació temporomandibular (els odontòlegs l'abreugen a ATM) és l'articulació de la mandíbula. N'hi ha dues, una a cada banda, que treballen ensems. El nom prové dels dos ossos que la formen: a dalt, l'os temporal, que forma part del crani, i a baix el còndil del maxil·lar inferior.

## Anatomia
L'ATM està irrigada per les artèries temporal superficial, maxil·lar i massetèrica. Rep innervació del nervi auriculotemporal i del nervi masseterí (petites branques del nervi trigemin). El tret característic d'aquesta articulació és el disc articular. Aquest disc es compon de teixit fibrocartilaginós (com el resistent però flexible cartílag que recobreix els còndils mandibulars) i està situat entre els dos ossos que formen l'articulació, fortament fixat per diversos lligaments col·laterals. Divideix la cavitat articular en dos compartiments: infradiscal i supradiscal. El superior és més mòbil, lliure i lliscant; mentre que l'inferior tè menys mobilitat i la seva dinàmica se sembla a la d'una frontissa. Per sobre i per sota del disc es troben les cavitats sinovials, plenes de sinòvia rica en lubricina, una glicoproteïna codificada pel gen PRG4 i sintetitzada pels condròcits de la superfície del cartíleg articular i les cèl·lules de revestiment sinovial. L'articulació temporomandibular és una de les dues articulacions sinovials del cos humà amb un disc articular; l'altra és l'articulació esternoclavicular. L'ATM i la xarnel·la cervicooccipital són les úniques articulacions mòbils del cap humà.

## Embriologia
La formació de les articulacions temporomandibulars es produeix cap a les dotze setmanes de vida intrauterina, quan es comencen a desenvolupar en el fetus el disc i les membranes sinovials dels espais articulars.

## Funció
L'ATM permet fer a la mandíbula un conjunt de moviments: de lateralitat dreta i esquerra, de descens i elevació (obrir i tancar la boca) i de projecció cap a fora i cap endins (protrusió i retrusió de la mandíbula). Tots ells es combinen per desenvolupar correctament els desplaçaments mandibulars en l'espai i són necessaris per mastegar, parlar, respirar, clavar les dents, badallar, fer gestos amb la cara, etc. L'etiologia de les disfuncions de l'ATM és molt diversa.

## Patologia
- Trastorns de l'articulació temporomandibular:[28]
  - Canvis degeneratius cartilaginosos en el còndil mandibular relacionats amb el procés d'envelliment[29]
  - Còndil mandibular bífid[30]
  - Aplàsia/hipoplàsia del còndil mandibular[31]
  - Cefalàlgies recurrents amb mala resposta al tractament habitual, que sovint alteren el funcionament emocional i físic de l'individu[32]
  - Dolor per sinovitis inflamatòria[33]
  - Sinovitis vil·lonodular pigmentada[34]
  - Mal de cap semblant a la migranya[35]
  - Bruxisme[36]
  - Tinnitus[37]
  - Maloclusió[38]
  - Mareig[39]
  - Vertigen[40]
  - Luxació[41]
  - Subluxació[42]
  - Desplaçament del disc articular[43]
  - Perforació del disc articular[44]
  - Dislocació neonatal[45]
  - Dislocació crònica per distonia oromandibular derivada de l'abús de antipsicòtics atípics[46]
  - Malformació arteriovenosa intraòssia[47]
  - Afectació per colesteatoma del conducte auditiu extern[48]
  - Complicacions anestèsiques[49]
  - Hèrnia[50]
  - Hematoma intraarticular organitzat[51]
  - Fasciïtis nodular[52]
  - Fibroma condromixoide[53]
  - Fibromatosi juvenil[54]
  - Fractura del disc articular[55]
  - Fractura del còndil mandibular[56]
  - Granuloma eosinofílic solitari del còndil mandibular[57]
  - Anquilosi[58]
  - Anquilosi associada a còndil mandibular bífid[59]
  - Anquilosi congènita[60]
  - Anquilosi causada per mucormicosi a la regió cefàlica[61]
  - Anquilosi subsegüent a otitis mitjana supurada[62]
  - Anquilosi per lipomatosi facial congènita[63]
  - Anquilosi traumàtica[64]
  - Esclerodèrmia sistèmica[65]
  - Espondilitis anquilosant[66]
  - Osteomielitis tuberculosa[67]
  - Osteomielitis de la base del crani[68]
  - Osteonecrosi[69]
  - Osteoartritis[70]
  - Osteocondritis dissecant[71]
  - Ossificació heterotòpica adquirida[72]
  - Arteritis de cèl·lules gegants[73]
  - Artritis idiopàtica juvenil[74]
  - Artritis psoriàsica[75]
  - Artritis sèptica[76]
  - Artritis aguda produïda per la malaltia de Lyme[77]
  - Artritis reumatoide[78]
  - Gota[79]
  - Pseudogota[80]
  - Pseudogota tofàcia[81]
  - Pseudotumor inflamatori[82]
  - Síndrome CACP (camptodactília-coxa vara-artropatia-pericarditis)[83]
  - Síndrome SAPHO (sinovitis-acne-pustulosi-hiperostosi-osteïtis)[84]
  - Síndrome de Frey[85]
  - Síndrome d'Ehlers-Danlos tipus hipermòbil[86]
  - Síndrome de Klippel-Feil[87]
  - Síndrome de Williams[88]
  - Condroma[89]
  - Condromatosi sinovial[90]
  - Condromatosi sinovial amb pseudogota coexistent[91]
  - Condrosarcoma[92]
  - Condrosarcoma desdiferenciat[93]
  - Condrosarcoma sinovial originat en una condromatosi temporomandibular[94]
  - Condrocalcinosi secundària a hiperparatiroïdisme[95]
  - Ganglió (quist sinovial)[96]
  - Malaltia de Jacob[97]
  - Síndrome de dolor miofascial temporomandibular[98]
  - Dolor referit miofascial[99]
  - Quist ossi aneurismàtic[100]
  - Tumor de cèl·lules gegants tenosinovial condroide[101]
  - Tumor de cèl·lules gegants tenosinovial difús[102]
  - Tumor de cèl·lules gegants difús de la beina tendinosa[103]
  - Ameloblastoma[104]
  - Osteoma[105]
  - Osteoma osteoide intraarticular[106]
  - Osteoblastoma de l'os temporal[107]
  - Osteosarcoma[108]
  - Sarcoma d'Ewing[109]
  - Sarcoma sinovial monofàsic[110]

## Diagnòstic diferencial
El diagnòstic diferencial dels trastorns de l'ATM inclou: la síndrome d'Eagle, la cisticercosi del múscul pterigoidal lateral, l'otitis externa de presentació atípica, la sialolitiasi, el paraganglioma maligne, el carcinoma de cèl·lules escatoses oral, el neurinoma de l'acústic o la neuràlgia del trigemin.